# Studentische Initiative
Eine studentische Initiative,  Studenteninitiative oder Studierendeninitiative ist eine Organisationsform mit vorrangig studentischem Hintergrund der Mitglieder.
Es ist somit Kategorie, zu der unter anderem auch eingetragene Vereine und Hochschulgruppen hinzugezählt werden können. Studentische Initiativen sind in der Regel vom ehrenamtlichen Engagement ihrer Mitglieder geprägt.
Es besteht eine juristische Abgrenzung zu „verfasster Studierendenschaft“. Dennoch weisen sie als Organisationstyp strukturelle Gemeinsamkeiten auf, was den Gruppenaufbau und vor allem die ehrenamtliche Lage zwischen der akademischen Welt der Universität und dem Berufseinstieg der Studierenden angeht.
Folgende Merkmale zeichnen studentische Initiativen aus:
- geregelte, regelmäßige Treffen
- offen zugängliche Mitgliedschaften
- meistens als eingetragener Verein (e. V.) oder „Hochschulgruppe“ organisiert
- die Mitglieder verfolgen einen gemeinsamen Zweck
- die Mitglieder arbeiten projektbezogen, um einen Gruppenzweck zu erfüllen
- die Initiative wird überwiegend von Studierenden organisiert, strukturiert und geleitet.

Sie erfüllen häufig gesellschaftliche Aufgaben, wie die Integration von Geflüchteten, der Diskussion gesellschaftlicher Fragen aus Politik und Ökonomie oder der Verbesserung von Bildungschancen.
Seit 2014 haben sich mehrere große Studierendeninitiativen in Deutschland im Verband Deutscher Studierendeninitiativen zusammengeschlossen.